# Conseil d'État du canton d'Argovie
Pour les autres articles nationaux ou selon les autres juridictions, voir Conseil d'État.
Le Conseil d'État du canton d'Argovie (en allemand : Regierungsrat des Kantons Aargau) est le gouvernement du canton d'Argovie, en Suisse.

## Description
Le Conseil d'État est une autorité collégiale composée de cinq membres. Il siège à Aarau.
Le président porte le titre de Landamann, le vice-président celui de Landstatthalter.
Chaque conseiller d'État est à la tête d'un département (en allemand : Departement). Les départements sont au nombre de cinq :
- Département des constructions, des transports et de l'environnement (Departement Bau, Verkehr und Umwelt)
- Département de la formation, de la culture et du sport (Departement Bildung, Kultur und Sport).
- Département des finances et des ressources (Departement Finanzen und Ressourcen)
- Département de la santé et des affaires sociales (Departement Gesundheit und Soziales)
- Département de l'économie et de l'intérieur (Departement Volkswirtschaft und Inneres).

## Élection
Les membres du Conseil d'État sont élus au scrutin majoritaire à deux tours pour une période de quatre ans.
Le président et le vice-président sont nommés par le Conseil d'État. Leur mandat est d'une année et ils ne peuvent être directement réélus pour un deuxième mandat.
Seul un membre du Conseil d'État peut faire partie d'une des deux chambres de l'Assemblée fédérale.

## Composition actuelle (2025-2028)
- Stephan Attiger (PLR), Département des constructions, des transports et de l'environnement .
- Markus Dieth (Le Centre), Département des finances et des ressources
- Dieter Egli (PS), Département de l'économie et de l'intérieur
- Jean-Pierre Gallati (UDC), Département de la santé et des affaires sociales
- Martina Bircher (UDC), Département de la formation, de la culture et du sport

## Histoire
Le Conseil d'État voit le jour avec la Constitution de 1852. Il est le successeur du Petit Conseil, créé par la Constitution de 1803 et comptant neuf membres (treize de 1814 à 1831). Le nombre de conseillers d'État, initialement de sept, est réduit à cinq en 1885.
Le Parti radical-démocratique (PRD) occupe quatre des cinq sièges du gouvernement aux côtés du Parti catholique conservateur jusqu'en 1919, date à laquelle le Parti des paysans, artisans et indépendants obtient un siège au détriment du PRD. Le Parti socialiste y décroche un siège en 1932.
En 1993, la radicale Stéphanie Mörikofer devient la première femme élue au Conseil d'État, suivie seize ans plus tard par la verte Susanne Hochuli. Stéphanie Mörikofer est aussi la première femme à présider le collège gouvernemental en 1997-1998.
| Année                                                     | PRD / PLR | PDC / Le Centre | PS   | UDC | Verts |
| --------------------------------------------------------- | --------- | --------------- | ---- | --- | ----- |
| 1978                                                      | 1         | 1               | 2    | 1   |       |
| 1982                                                      | 1         | 1               | 2    | 1   |       |
| 1986                                                      | 2         | 1               | 1    | 1   |       |
| 1989                                                      | 2         | 1               | 1    | 1   |       |
| 1993                                                      | 2         | 1               | 1    | 1   |       |
| 1997                                                      | 2         | 1               | 1    | 1   |       |
| 2001                                                      | 1         | 2               | (1)* | 1   |       |
| 2005                                                      | 1         | 2               | (1)* | 1   |       |
| 2009                                                      | 1         | 1               | 1    | 1   | 1     |
| 2015                                                      | 1         | 1               | 1    | 1   | 1     |
| 2017                                                      | 1         | 1               | 1    | 2   |       |
| 2021                                                      | 1         | 1               | 1    | 2   |       |
| 2025                                                      | 1         | 1               | 1    | 2   |       |
| * Membre du PS exclu à la suite de sa candidature sauvage |           |                 |      |     |       |